# Глобоко-при-Шмарю
Глобоко-при-Шмарю (словен. Globoko pri Šmarju) — поселення в общині Шмарє-при-Єлшах, Савинський регіон, Словенія. 
Висота над рівнем моря: 335,4 м.